# Nicolás Cotoner Macaya
Nicolás Cotoner y Macaya (n. Córdoba, mayo de 1971), XV marqués de Adeje.
Financiero español especializado en la intermedión entre los agentes económicos (familias, empresas y Estado) con capacidad de ahorro y aquellos agentes que requieren inversión.

## Biografía
Es hijo de Nicolás Cotoner y Martos, X marqués de Ariañy y de Carmen Macaya y Torres-Solanot. 
Tras licenciarse en Administración y Dirección de Empresas por la European Business School, completó su formación con un MBA por el Instituto de Empresa.
Cuenta con una trayectoria profesional de 25 años en los mercados financieros. Comenzó su actividad profesional en Prudential Securities,  Se incorporó a Deutsche Bank en 2018, después de ocupar durante 15 años diferentes responsabilidades directivas en Credit Suisse.